# Rio Brădetul (Cugir)
O Rio Brădetul é um rio da Romênia afluente do Rio Mic, localizado no distrito de Alba.